# فرودگاه مادرید–تورخون
فرودگاه مادرید-تورجون (به انگلیسی: Madrid-Torrejón Airport) (به زبان بومی: Aeropuerto de Madrid/Barajas) یک فرودگاه نظامی و همگانی با کد یاتا TOJ است که یک باند فرود آسفالت دارد و طول باند آن ۴۸۱۸ متر است. این فرودگاه در کشور اسپانیا قرار دارد و در ارتفاع ۶۱۸ متری از سطح دریا واقع شده‌است.